# Carla Lonzi

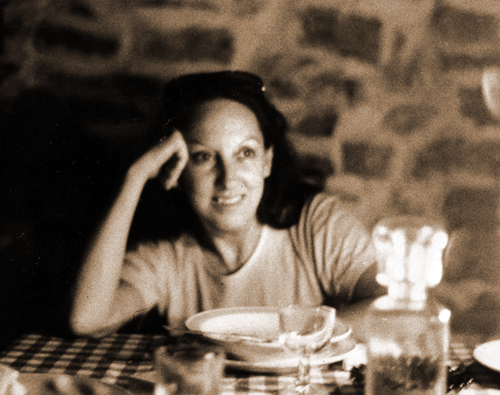
Carla Lonzi

Carla Lonzi (6. März 1931 in Florenz – 2. August 1982 in Mailand) war eine italienische Kunstkritikerin und feministische Aktivistin und Theoretikerin. Ihr Leben lang kämpfte sie dagegen, „das Leben auf eine Summe von Rollen und Identitäten zu reduzieren“.

## Überblick
Carla Lonzi war eine italienische Kunstkritikerin und feministische Aktivistin, die vor allem als Mitbegründerin des 1970 entstandenen radikalfeministischen Kollektivs Rivolta Femminile (Feminine Revolte) und durch ihre theoretischen Texte bekannt wurde.
Zu Lonzis bedeutendsten Werken gehören Autoritratto („Selbstporträt“, 1969); und das Manifesto di Rivolta femminile, Sputiamo su Hegel, La donna clitoridea e la donna vaginale e altri scritti („Spucken wir auf Hegel Die klitoridische Frau und die vaginale Frau und andere Schriften“) und Taci, anzi parla. Diario di una femminista („Schweig, oder sag’s besser. Tagebuch einer Feministin“ (nicht übersetzt)).
Carla Lonzi wurde als Tochter einer bürgerlichen Familie geboren. Ihr Vater besaß ein kleines Industrieunternehmen, und ihre Mutter widmete ihr Leben der Erziehung und Bildung von Lonzi und ihren vier Geschwistern. Ihre Schwester Marta Lonzi (1938–2008), eine Architektin, war ebenfalls eine feministische Aktivistin.
In ihren frühen Zwanzigern interessierte sich Lonzi sehr für Film und Theater, sowohl als Zuschauerin als auch als Gestalterin. Dies führte sie zur Performance-Kunst, die sie wegen ihrer Fähigkeit schätzte, reale Lebenserfahrungen zu inszenieren und Wahrheiten zu enthüllen. Lonzi studierte Kunstgeschichte an der Universität von Florenz bei Roberto Longhi und schrieb ihre Abschlussarbeit über die Beziehung von Theater und figurativen Künsten. Sie strebte keine universitäre Karriere an, sondern wandte sich der zeitgenössischen Kunst zu und begann mit der Mitarbeit an Zeitschriften und kuratierte Ausstellungen.
Auf Vermittlung von Longhi arbeitete sie auch an der Kultursendung Approdo der RAI (Radio) mit.
Im Jahr 1955 heiratete Lonzi Mario Lena. Im Jahr 1960 brachte sie den gemeinsamen Sohn Battista Lena zur Welt. Das Paar trennte sich 1963. Danach begann sie eine Beziehung mit dem Bildhauer Pietro Consagra. Diese Beziehung dauerte bis 1980..
1967/1968 hielt sich Lonzi für 8 Monate in den USA auf. In dieser Zeit arbeitete sie an Autoritatto und wurde in Boston wegen Krebs operiert.
1970 gründeten Lonzi, die Künstlerin Carla Accardi und die Journalistin Elvira Banotti Rivolta Femminile. Ihre erste Aktion im Juli 1970 bestand darin, in den Straßen Roms Kopien des „Manifesto di Rivolta Femminile“ anzuschlagen. Die Politik von Rivolta Femminile basierte weitgehend auf der Theorie und Praxis der „Autocoscienza“. (Selbstbewusstwerdung) „Autocoscienza“, d. h. ein gesteigertes Selbstbewusstsein, war eine kollektive Übung feministischer „Bewusstseinsbildung“, deren Kern die Überzeugung war, dass Frauen sich selbst besser verstehen können, wenn sie in einen offenen Dialog mit anderen Frauen treten, sich gegenseitig anerkennen und so unabhängig von der Anerkennung der Männer werden.
„Die Frau gehört einer besiegten Spezies an. Sie ist besiegt durch den Mythos des Mannes. Die Frau leidet unter dem Privileg des Mannes, aber sie erträgt es in Ergebenheit zu dem, der sich als Subjekt durchgesetzt. Der Vertreter der siegreichen Spezies sagt zu der Frau: ‚Erweise dich meiner würdig! Mach dir durch die Kenntnis des Subjekts die Denkweise dessen zu eigen, der ganz Mensch, ganz universell ist. Unter meiner Führung wirst du selbst zum Subjekt!‘“
Rivolta Femminile gründete ihren eigenen Verlag, Scritti di Rivolta Femminile, der es der Gruppe ermöglichte, ihre eigenen Arbeiten zu drucken und zu vertreiben. Dies war wichtig für Lonzi, die ein besonderes Interesse am Schreiben und Veröffentlichen hatte.
Lonzi wird im italienischen Feminismus der zweiten Welle eine zentrale Rolle zugeschrieben. Dabei verhielt sich Lonzi gegenüber der Bewegung durchaus kritisch.
Ihre Hauptsorge war dabei, dass sich der Feminismus durch eine an Gleichheit und Rechten orientierte Politik von der patriarchalen Kultur vereinnahmen lassen könnte.
Lonzis Tagebuch einer Feministin besteht aus einer Reihe von Tagebucheinträgen aus den Jahren 1972 bis 1977. Das Tagebuch ist eine Chronik von Lonzis sozialen Experimenten mit Beziehungen, der Erforschung der weiblichen Sexualität und der Suche nach der Wahrheit. Es nimmt Bezug auf viele wichtige Personen in Lonzis Leben, auch wenn sie mit fiktiven Namen erwähnt werden. Zu diesen Personen gehören Accardi, Consagra und ihre Schwester Marta Lonzi, die ebenfalls Mitglied der Rivolta Femminile war. Darüber hinaus gibt es viele Widersprüche zwischen den frühen und den späten Jahren des Tagebuchs. So scheint sich Lonzi in den ersten Abschnitten des Werks vor allem mit dem Kollektiv der Frauen zu beschäftigen, was dem Konzept der „autocoscienza“ entspricht, während sie sich in den späteren Abschnitten vor allem auf ihre Beziehung zu Consagra konzentriert.
Zuletzt arbeitete Lonzi an einem Buch über die französischen Précieuses. Sie starb am 2. August 1982 in Mailand, im Alter von 51 Jahren.

## Kunstkritik und Kritik der Kunstkritik
Lonzi begann ihre Karriere als Kunstkritikerin in den späten 1950er Jahren. 1966 verfasste sie eine Monografie über das Werk des Malers Henri Rousseau.
Bereits 1963 kritisierte sie in ihrem Text „Die Einsamkeit des Kritikers“ die übliche Kunstkritik scharf. Sie konstatiert, dass „die Künstler mit den Kritikern mehr oder weniger nichts anzufangen“ wüssten. Die Künstler nähmen gegenüber den Kritikern nunmehr nur noch ein instrumentelles Verhältnis ein und selbst in dieser Hinsicht seien die Galeristen für die Künstler ungleich wichtiger.
Den Kritikern wirft Lonzi vor, diese Situation nicht zum Anlass der Selbstreflexion zu machen und sich nicht „[…] der Grenzen innerhalb derer sie ihre Funktion erfüllen, und der Notwendigkeit, dies um neue lebendige Zugänge zu erweitern, bewusst zu werden.“
Sie sieht die Situation als „eine Folge falscher Verhaltensweisen seitens der Kritiker […] insofern sie versucht haben ihr Prestige durch eine Stärkung ihrer Machtmittel zu erneuern.“ Als Beispiel dieses Machtmissbrauchs greift sie besonders den bekannten Kritiker Giulio Carlo Argan an. Sie sieht die Versuche einer ideologischen Gängelung der Kunst als hilflose Reaktion auf einen Kontrollverlust, da auch die Kritiker nicht der Kondition der modernen Menschen entgingen, „[…] im Zusammenhang mit jeder Art unvorhersehbarer und vorhersehbarer Ereignisse kontinuierlich in Frage gestellt [zu] werden.“
Als eigentliche Aufgabe der Kritik setzt sie der autoritären Bevormundung die Erläuterung des „Ursprungs des künstlerischen Werkes“ entgegen „um den Menschen zu geben, was sie am meisten brauchen, nämlich eine im Werk selbst verifizierbaren emotionalen Zugang zur Art und Weise, in der man akzeptieren kann in einem vom Werteverfall geprägten Universum zu leben […].“
Obwohl Lonzi 1963 die Situation der Kunstgeschichte und Kunstkritik bereits als eine „einigermaßen verheerende“ bezeichnete, hatte sie damals die Hoffnung auf eine der geschichtlichen Situation angemessene Erneuerung ihrer Disziplin noch nicht völlig aufgegeben. Der Bruch mit der Tradition, die Erschütterung des traditionellen Generationenverhältnisses sei nicht nur negativ, da er „[…] auch viele Gesten [provoziere], die eine neue Art und Weise auf der Welt zu sein eröffnen, die darauf abzielt, spielerisch mit dem fortlaufenden Austausch von Energien umzugehen, die eine Menschen wie nie zuvor umtreiben und erschüttern.“
1969 veröffentlichte sie Autorittrato, ein Buch, das auf der Aufzeichnung einer Reihe von Gesprächen zwischen Lonzi und 14 Künstlern verschiedener Generationen (13 Männer und eine Frau) zwischen 1965 und 1969 beruhte. Autorittrato versucht, die Konsequenz aus der Kritik der Kunstkritik zu ziehen.
Autorittrato beruht auf mit Tonband aufgezeichneten Gesprächen mit den Künstlern, die Lonzi aber nicht einfach abdruckte, sondern neu montierte und durch Fotografien ergänzte. Dabei weicht Lonzi von der traditionellen Verwendung von Fotografien ab, indem sie persönliche Schwarzweißfotos der Künstler ohne Untertitel anstelle von Abbildungen ihrer Werke verwendet. Lonzis Verhältnis zu den Künstlern ist in dieser Zeit noch von einer starken Identifikation geprägt.
Die Künstler, die in Autorittrato vorgestellt wurden, waren: Lucio Fontana, Jannis Kounellis, Luciano Fabro, Pino Pascali, Giulio Paolini, Mimmo Rotella, Carla Accardi, Getulio Alviani, Enrico Castellani, Mario Nigro, Salvatore Scarpitta, Giulio Turcato, Cy Twombly und Pietro Consagra.
Dem Dialog mit Accardi, die auch Gründungsmitglied von Rivolta Femminile werden sollte, kam dabei besondere Bedeutung zu. Sie thematisiert als einzige die Unterdrückung von Frauen.

## Sputiamo su Hegel – Wir spucken auf Hegel
„Wir spucken auf Hegel“ (1970), (dt. in „Die Lust Frau zu sein“ als „Wir pfeifen auf Hegel“ übersetzt) ist der bekannteste Text Lonzis. Er wurde in zahlreiche Sprachen übersetzt. Hegel steht hier letztlich paradigmatisch für die gesamte patriarchale Kultur.
Gleichzeitig ist Sputiamo eine Auseinandersetzung mit dem Marxismus, besonders (aber nicht nur) mit dem damals in der italienischen Linken dominanten Marxismus-Leninismus.
Sputiamo ist eine Kritik der Gleichheit und des Mythos der Revolution.
„Die Unterdrückung der Frau […] wird nicht beseitigt durch die Gleichheit, sondern fortgesetzt mit der Gleichheit. Sie wird nicht beseitigt durch die Revolution, sondern fortgesetzt in der Revolution. […] Die Gleichheit die uns heute zur Verfügung steht, ist nicht philosophisch, sondern politisch: Wollen wir uns nach Jahrtausenden in eine Welt einordnen, die von anderen entworfen wurde? Scheint es uns erstrebenswert an der großen Niederlage des Mannes teilzunehmen? Unter Gleichheit der Frau versteht man ihr Recht, an der Verwaltung der Macht in der Gesellschaft teilzuhaben kraft der Anerkennung, daß sie Fähigkeiten besitzt, die denen des Mannes gleich sind. Aber die Klärung, die die genuinste weibliche Erfahrung der letzten Jahre hervorgebracht hat, liegt in einem umfassenden Entwertungsprozess der männlichen Welt.“
Der Gleichheit als juristischem Prinzip wird die Unterschiedenheit als existentielles Prinzip entgegengesetzt.
„Gleichheit ist was, was den Kolonisierten auf der Ebene der Gesetze und Rechte angeboten und auf der kulturellen Ebene aufgezwungen wird. Es ist ein Prinzip, aufgrund dessen das Hegemonische fortfährt, das Nicht-Hegemonische zu konditionieren. […] Die Gleichheit der Geschlechter ist die Hülle, mit der heute die Unterlegenheit der Frau getarnt wird.“
Die Ableitung der Unterordnung der Frauen aus dem Privateigentum (Engels) wird zurückgewiesen. „Dem historischen Materialismus entgeht das emotionale Moment, das den Übergang zum Privateigentum bestimmt hat. Und darauf wollen wir zurück gehen, damit der Archetyp des Eigentums erkannt wird, das primär vom Mann entworfene Objekt: das Sexualobjekt. Wenn die Frau dem Unbewußten des Mannes seine primäre Beute entzieht, löst sie den ursprünglichen Knoten der Pathologie des Besitzens.“
Seit der Hegel-Deutung von Alexandre Kojève war die Herr-Knecht-Dialektik für viele in den Mittelpunkt des Hegelverständnisses gerückt. Lonzi spricht ihr die universelle Bedeutung ab. „Das hegelsche Herr-Knecht-Verhältnis ist ein Verhältnis innerhalb einer männlichen Welt. Und auf diese ist die Dialektik zugeschnitten in exakt aus den Voraussetzungen des Machtergreifens abgeleiteten Begriffen.“
„Der Marxismus hat […] eine revolutionäre Theorie auf der Grundlage einer patriarchalen Kultur entworfen.“
Die Lücken des Marxismus seien daher nicht zufällig und könnten auch nicht durch eine Erweiterung des Klassenbegriffs gelöst werden.
Hegel hat das Geschlechterverhältnis insbesondere in seiner Antigone-Deutung in der Phänomenologie des Geistes diskutiert und damit „[…] ränkevoller als andere, die patriarchalische Macht in der Dialektik zwischen einem weiblichen göttlichen Prinzip und einem männlichen menschlichen Prinzip auf den Begriff gebracht.“
Indem Hegel die Frau auf den naturhaft verstandenen Bereich der Familie beschränke, gebe er die „Situation der Frau, die das Ergebnis der Unterdrückung ist“ als „das Movens der Unterdrückung selbst“ aus und verschaffe der Unterdrückung somit eine „metaphysische natürliche Basis“.
Hegel beschrieb zwar die Frau als „ewige Ironie des Gemeinwesens“, aber das bleibt ein untergeordnetes Moment.
„Wenn Hegel den menschlichen Ursprung der Unterdrückung erkannt hätte, wie er den der Unterdrückung des Knechts erkannt hat, hätte er auch auf sie die Dialektik Herr/Knecht anwenden müssen. Und in diesem Fall wäre er auf ein ernstliches Hindernis gestoßen: Denn wenn die revolutionäre Methode die Übergänge der gesellschaftlichen Bewegung ausmachen kann, so steht doch außer Zweifel, dass die Befreiung der Frau nicht wieder auf dieselben Formen zurückgehen kann: im Verhältnis Mann-Frau gibt es keine Lösung, die den anderen eliminiert, also wird das Ziel der Machtübernahme hinfällig. Das Hinfälligwerden des Ziels der Machtübernahme ist das Element, das den Kampf gegen das patriarchalische System auszeichnet als eine neben der Herr-Knecht-Dialektik gleichzeitig bestehende und auf sie folgende Phase.“
Als potentielle Verbündete der Frauen tauchen jungen Männer auf, die den Krieg ablehnen (Schon in Autorittato hatte Lonzi ein eher positives Bild der Hippies insofern sie anders als die Studenten versuchten sich selbst zu verändern.)
„In der Angst vor der sozialen Integration verbirgt der junge Mann einen Konflikt mit dem patriarchalischen System  […] Aber ohne die Gegenwart seines historischen Verbündeten, der Frau, ist die anarchische Erfahrung des jungen Mannes eine vorübergehende Laune, und er gibt dem Lockruf des organisierten Massenkampfes nach. Durch die marxistisch-leninistische Ideologie wird er in die patriarchale Kultur eingesogen und […] verlässt sein eigenes Terrain des Kampfes gegen das patriarchalische System.“
Die tatsächliche Stellung des Proletariats bleibe gegenüber dem Patriarchat „reformistisch“.
Weder die Entwicklung in den realsozialistischen Staaten noch die Einstellung Lenins (etwa zur „freien Liebe“ in seinen Äußerungen gegenüber Clara Zetkin) geben Anlass zu feministischen Hoffnungen. „Der revolutionäre Kampf hat typisch patriarchalische und repressive Wertvorstellungen hervorgebracht, die sich auf die gesellschaftliche Organisation zunächst in der Form des paternalistischen Staates, dann des im eigentlichen Sinne autoritären und bürokratischen Staates ausgewirkt haben.“
Zentral bleibt für Lonzi die Abschaffung der Familie, nämlich als „[…] Befreiung eines Teils der Menschheit, der zum ersten Mal seine Stimme hören lässt und zum e r s t e n Mal in der Geschichte, sich im Widerspruch nicht nur zu der bürgerlichen Gesellschaft sondern zu jeder Art von Gesellschaft stellt, die vom Mann als Protagonisten entworfen wurde, und damit weit über den Kampf gegen die vom Marxismus denunzierte ökonomische Ausbeutung hinausgeht.“
Für den Kampf der Frauen hält die patriarchale Gesellschaft verschiedene Fallen bereit. Manch einer setze auf den „[…] Neophytenenthusiasmus der Frauen, um die Krise der männlichen Gesellschaft wieder in den Griff zu bekommen: Man gesteht ihnen zu, dieselben Rollen zu übernehmen, und gibt diesem Manöver den Anschein einer Entschädigung für ihren bisherigen Ausschluß, den Anschein eines Sieges der Frauenbewegung.“
Da es Lonzi um eine umfassende Kritik der patriarchalen Kultur geht, werden von dieser Kritik weder die Psychoanalyse, noch die Philosophie oder die Universitäten verschont.
„Für das Mädchen ist die Universität nicht der Ort, an dem sich auf dem Weg über die Bildung ihre Befreiung vollzieht, sondern der Ort an dem ihre im Rahmen der Familie so gut betriebene Repression vervollkommnet wird. Ihre Erziehung besteht darin, daß ihr langsam ein Gift eingespritzt wird, das sie auf der Schwelle der verantwortungsvolleren Handlungen und der Erfahrungen, die ihr Bewußtsein von sich selber vertiefen, immobilisiert.“
Der einzelne Mann stützt sich immer schon auf die patriarchale Kultur.
„Von der Kultur über die Ideologie, die Gesetze, die Institutionen, die Riten bis zu den Sitten und Gebräuchen gibt es einen Kreislauf männlichen Aberglaubens über die Frau: Jede private Situation ist durch diesen Hintergrund verderbt, aus dem der Mann kontinuierlich Anmaßung und Arroganz gewinnt.“ (S. 21)
Die von Lonzi gegen diese Kultur vorgeschlagene Strategie ist die der Dekulturalisierung.
„Sie ist keine Kulturrevolution, die der Umwälzung der Basis folgt und sie ergänzt, sie basiert nicht auf der Verifizierung einer Ideologie auf allen Ebenen sondern auf dem Fehlen einer ideologischen Notwendigkeit. Die Frau hat den Konstruktionen des Mannes nichts entgegenzusetzen außer der Dimension ihrer eigenen Existenz: sie hat keine Führer, keine Denker, keine Gelehrten gehabt, aber sie hatte Energie, Gedanken, Mut, Hingabe, Aufmerksamkeit, Sinn und Wahnsinn. Die Spur all dessen ist verschwunden, weil sie nicht zum Bleiben bestimmt war, aber unsere Stärke liegt darin, daß wir die Tatsachen nicht mythologisieren […] Die Kultur widerrufen, bedeutet, die Wertung der Tatsachen aufgrund der Macht zu widerrufen.“
Die männliche Kultur hinterlässt eine Spur der Verwüstung.
„Es scheint uns, als ob nach den kollektiven Grausamkeiten des Nazismus, des Faschismus, des Stalinismus und während der noch andauernden des Imperialismus, der Mann sich der Illusion hingäbe, dass diese furchtbaren Ereignisse, die sich auf der Bühne der Geschichte vollzogen zu haben wiedergutmachen zu können. Wir sind ihrer immer gegenwärtig, auch wenn wir die ganze Geschäftigkeit, die aufgewendet worden ist, um das Phänomen zu umschreiben, in Rechnung stellen. In Wirklichkeit besteht das Drama des Mannes darin, daß er, der seit jeher daran gewöhnt ist, in der Außenwelt die Gründe seiner Angst zu suchen als Gegebenheiten einer zu bekämpfenden feindlichen Struktur, jetzt die Schwelle des Bewußtseins erreicht hat, daß der Trug der Menschheit in ihm selber liegt, in der Verhärtung einer psychischen Struktur, die ihre destruktive Kraft nicht mehr bändigen kann.“
Die Krise der männlichen Kultur ist selbst für die Männer spürbar, aber ihre Selbstkritik bleibt allzu interessiert. Sie „[…] verliert das Axiom, daß alles was wirklich sei, auch vernünftig sei, nicht aus dem Blick und begründet seine weitere Anwartschaft auf die Protagonistenrolle mit dem Bedürfnis, sie überwinden zu wollen.“
„Wir sagen, dem Mann dem Genie, dem rationalen Visionär, daß das Schicksal der Welt nicht in einem ewigen Fortschreiten liegt, wie es sein Verlangen nach Überwindung ihm vorzeichnet. Das unvorhersehbare Schicksal der Welt liegt darin, den Weg noch einmal von vorn zu durchlaufen mit der Frau als Subjekt.“

## Kritik der Kunst
Zentral für Lonzis Leben und Arbeit waren die Suche nach einem authentischen Selbstausdruck und die Suche nach Anerkennung durch andere. Lange Zeit glaubte sie, dass den Künstlern ein authentischer Selbstausdruck möglich sei. Ihr Bruch mit der konventionellen Kunstkritik sollte es ihr ermöglichen, in eine authentischere Beziehung zu den Künstlern zu treten. (Selbst in Sputiamo hieß es noch: „Die Charakterverwandschaft, die wir zwischen uns und den Künstlern finden, liegt in dem unmittelbaren Zusammentreffen zwischen dem Tun und dem Sinn des Tuns, ohne die Angst, die alle anderen haben, indem sie sich auf eine Garantie der Kultur berufen.“)
Aber auch nach Lonzis Bruch mit ihrem Beruf als Kritikerin beruhte das Verhältnis zu den Künstlern nicht auf Reziprozität. In den 70er Jahren ändert sich ihre Einschätzung daher radikal. Nun erschienen ihr gerade die männlichen Künstler als paradigmatische Verkörperungen patriarchaler Subjektivität.
„Die männliche Kreativität sucht sich als Gesprächspartner eine andere männliche Kreativität, sie behält dagegen die Frau als Abnehmerin und als Zuschauerin, die sie aufgrund ihrer Stellung als Konkurrentin ausschließt.“ Konsequenterweise forderte Rivolta femminile die Frauen daher dazu auf, die Unterstützung bei der „Verherrlichung männlicher Kreativität“ zu verweigern.
Weit davon entfernt, der Welt der Rollen und der Konkurrenz zu entkommen, seien die Künstler noch mehr als andere davon geprägt, insofern sie auch ihre menschlichen Beziehungen ihrer Karriere als Künstler unterordneten.
Auch gegenüber weiblichen Künstlerinnen blieb Lonzi skeptisch, da diese letztlich auf die Anerkennung der männlich geprägten Institutionen angewiesen blieben.

## Schriften
- Ben Shahn, mit Marisa Volpi, in „Paragone Arte“, n. 69, 1955, S. 38–61.[31]
- Tre saggi su Ottone Rosai, mit Roberto Tassi und Filiberto Menna, 1958.
- Quadri, films e balletti astratti, in „L'approdo letterario“, aprile-giugno, 1959, S. 119–120.
- Henri Rousseau, mit Robert Martin, Milano, Fabbri, 1966; 1978.
- Georges Seurat, Milano, Fabbri, 1966; 1978.
- Mario Nigro, mit Paolo Fossati, Milano, Scheiwiller, 1968.
- Autoritratto. Accardi, Alviani, Castellani, Consagra, Fabro, Fontana, Kounellis, Nigro, Paolini, Pascali, Rotella, Scarpitta, Turcato, Twombly, Bari, De Donato, 1969.
- Sputiamo su Hegel, Roma, Editoriale grafica, 1970.
- La donna clitoridea e la donna vaginale e altri scritti, Roma, Editoriale grafica, 1971.
- È già politica, mit Maria Grazia Chinese, Marta Lonzi und Anna Jaquinta, Milano, Scritti di Rivolta Femminile, 1977.
- La presenza dell'uomo nel femminismo, mit Marta Lonzi und Anna Jaquinta, Milano, Scritti di Rivolta Femminile, 1978.
- Taci, anzi parla. Diario di una femminista, Milano, Scritti di Rivolta Femminile, 1978.
- Vai pure. Dialogo con Pietro Consagra, Milano, Scritti di Rivolta Femminile, 1980.
- Armande sono io, Milano, Scritti di Rivolta Femminile, 1992.
- Rapporti tra la scena e le arti figurative dalla fine dell'800, Firenze, Olschki, 1995. ISBN 88-222-4377-3.
- Scritti sull’arte, hrsg. von Lara Conte, Laura Iamurri, Vanessa Martini, Mailand 2012.

## Übersetzungen (Auswahl)
- Die Lust Frau zu sein, Berlin: Merve, 1975 [Teilübersetzung, enthält 2 der 6 Texte aus Sputiamo su Hegel]
- Escupamos sobre Hegel y otros escritos sobre liberacion feminina, Buenos Aires 1975
- Selbstbildnis: zur Situation der italienischen Kunst um 1967, Bern; Berlin: Gachnang und Springer, 2000
- Autoportrait, Zürich: JRP Ringier Kunstverlag, 2013 (französisch)
- Selbstbewusstwerdung. Schriften zu Kunst und Feminismus, hrsg. von Giovanna Zapperi, Berlin: b-books, 2021
- Self-Portrait, Divided Publishing 2022
- Nous crachons sur Hegel. Écrits féministes, Caen: Nous, 2023 [Erste vollständige französische Übersetzung von Sputiamo su Hegel]
- Feminism in Revolt: An Anthology, hrsg. von Luisa Lorenza Corna und Jamila M. H. Mascat, London: Seagull Books, 2023, 312 S

## Sekundärliteratur
- Cardone, Lucia (August 1, 2014). „Through the screen: Carla Lonzi and cinema“. European Journal of Women's Studies. 21 (3): 287–292.
- Dingler, Catrin: „Wir spucken auf die Genossen. Die italienische Feministin Carla Lonzi im Berliner Merve Verlag“ in: Jahrbuch für historische Bildungsforschung 2018 (JHB 24), Bad Heilbrunn: Julius Klinkhardt, 2018, S. 94–119
- Ventrella, Francesco; Zapperi, Giovanna (Hrsg.): Feminism and art in postwar Italy: the legacy of Carla Lonzi , London: Bloomsbury Visual Arts, 2022
- Zapperi, Giovanna: Carla Lonzi: Un’arte della vita, Rom: DeriveApprodi 2017, fr. Carla Lonzi: un art de la vie – Critique d'art et féminisme en Italie (1968–1981), Dijon: Presses du réel 2019, 304 S.
- Zapperi, Giovanna: Selbstbewusstwerdung in: Carla Lonzi: Schriften zu Kunst und Feminismus, hrsg. von Giovanna Zapperi, Berlin: b-books, 2021, S. 7–25

## Film
- È a questo punto che nasce il bisogno di fare storia, Dokumentar- und Essayfilm, Österreich/Portugal 2024, 96 Min., Regie und Drehbuch: Constanze Ruhm